# Glimlach van een zomernacht
Glimlach van een zomernacht (Zweeds: Sommarnattens leende) is een Zweedse filmkomedie uit 1955 onder regie van Ingmar Bergman.

## Verhaal
De advocaat Fredrik Egerman komt welgemoed naar huis om samen met zijn jonge vrouw Anne naar het toneel te gaan. Daar wordt een stuk opgevoerd waarin Desirée Armfeldt de hoofdrol speelt. Desirée was de geliefde van Fredrik, maar ze liet hem staan. Wanneer Anne gewaarwordt dat haar man nog steeds gevoelens heeft voor Desirée, wil ze nog voor het slot van de voorstelling naar huis. Fredrik brengt Anne dus naar huis. Daarna keert hij echter stiekem terug naar de schouwburg, zodat hij met Desirée kan praten.
Op weg naar Desirée valt Fredrik in een put. Bij zijn aankomst hangt Desirée zijn kleren te drogen. Ze leent hem een nachthemd en een kamerjas. Desirées zoon komt naar binnen. Ze vertelt Fredrik niet wie de vader is. Even later komt graaf Malcolm langs, die nu de geliefde is van Desirée. Hij staat erop dat Fredrik in zijn nachthemd naar huis gaat.
Desirée nodigt zowel het echtpaar Malcolm als Egerman uit voor een diner. Ze belooft de gravin dat ze spoedig haar echtgenoot weer voor zichzelf zal hebben. Ze wil namelijk opnieuw een relatie met Fredrik. Henrik, de zoon van Fredrik uit een vorig huwelijk, valt tijdens het diner in ruzie met zijn vader. Hij verlaat samen met zijn stiefmoeder het huis en belandt met haar in bed. Fredrik zelf zoekt troost bij de gravin, waarop Desirée de graaf verwittigt. Die daagt Fredrik uit tot een spelletje Russische roulette. Bij zijn tweede poging lost Fredrik een schot, maar hij blijft ongedeerd. De graaf had het wapen namelijk met losse flodders geladen. De graaf en de gravin verzoenen zich en Desirée maakt zich zorgen om Fredrik.

## Rolverdeling
| Acteur             | Personage                |
| ------------------ | ------------------------ |
| Ulla Jacobsson     | Anne Egerman             |
| Eva Dahlbeck       | Desirée Armfeldt         |
| Gunnar Björnstrand | Fredrik Egerman          |
| Harriet Andersson  | Petra                    |
| Margit Carlqvist   | Gravin Charlotte Malcolm |
| Jarl Kulle         | Graaf Carl Malcolm       |
| Björn Bjelfvenstam | Henrik Egerman           |
| Nairna Wilfstrand  | Mevr. Armfeldt           |
| Åke Fridell        | Frid                     |
| Gull Natorp        | Malla                    |
| Jullan Kindahl     | Beata                    |